# Liste der Baudenkmale in Oldenburg (Oldb) – Ratsherr-Schulze-Straße
In der Liste der Baudenkmale in Oldenburg (Oldb) – Ratsherr-Schulze-Straße stehen alle Baudenkmale der Ratsherr-Schulze-Straße in Oldenburg (Oldb).  Die Quelle der IDs und der Beschreibungen ist der Denkmalatlas Niedersachsen.
Der Stand der Liste ist das Jahr 2022(7).

## Allgemein
In den Spalten befinden sich folgende Informationen:
- Lage: die Adresse des Baudenkmales und die geographischen Koordinaten. Kartenansicht, um Koordinaten zu setzen. In der Kartenansicht sind Baudenkmale ohne Koordinaten mit einem roten Marker dargestellt und können in der Karte gesetzt werden. Baudenkmale ohne Bild sind mit einem blauen Marker gekennzeichnet, Baudenkmale mit Bild mit einem grünen Marker.
- Bezeichnung: Bezeichnung des Baudenkmales
- Beschreibung: die Beschreibung des Baudenkmales. Unter § 3 Abs. 2 NDSchG werden Einzeldenkmale und unter § 3 Abs. 3 NDSchG Gruppen baulicher Anlagen und deren Bestandteile ausgewiesen.
- ID: die Objekt-ID des Baudenkmales
- Bild: ein Bild des Baudenkmales, ggf. zusätzlich mit einem Link zu weiteren Fotos des Baudenkmals im Medienarchiv Wikimedia Commons. Wenn man auf das Kamerasymbol klickt, können Fotos zu Baudenkmalen aus dieser Liste hochgeladen werden:

Zurück zur Hauptliste
| Lage                                                 | Bezeichnung | Beschreibung | ID       | Bild |
| ---------------------------------------------------- | ----------- | --- | -------- | ---- |
| Ratsherr-Schulze-Straße 5 53° 8′ 27″ N, 8° 12′ 8″ O  | Wohnhaus    | Ursprünglich giebelständiger eineinhalbgeschossiger Putzbau von vier Achsen über Sockelgeschoss mit Drempel unter Satteldach (Typus „Oldenburger Hundehütte“). Nach Umbau zweigeschossiger Putzbau von fünf Achsen über Sockelgeschoss unter Mansardwalmdach. Rechts breitere Achse, linke vier Achsen Risalit, darüber zweiachsige Gaupe mit Voluten. Auf der linken Seite zurückgesetzter Vorbau mit Eingang, davor Windfang. Putzgliederung: Rustizierung des Sockels, Gesims über dem EG, im EG Quaderung der Kanten (im Wechsel rustiziert) und horizontale Fugen, Brüstungsband im Obergeschoss, Fensterrahmungen, Konsolfries unter der Traufe. Vorgarten und eiserne Einfriedung mit verputzten Pfosten am Eingang. Erbaut 1895, Architekt: Wilhelm Schäfer, umgebaut 1903 durch Zimmermeister Peter Staschen. | 37422365 | BW   |
| Ratsherr-Schulze-Straße 6 53° 8′ 26″ N, 8° 12′ 5″ O  | Wohnhaus    | Eineinhalbgeschossiger Putzbau von fünf Achsen über Sockelgeschoss mit Drempel in Fachwerk unter Walmdach. Linke zwei Achsen Risalit, zweigeschossig ins Dach gezogen und mit Fachwerkgiebel, im OG dort segmentbogenförmiger Balkon unter Korbbogenloggia. Rechts Eingang, zweite Achse von rechts mit Fachwerkerker im Drempelgeschoss, schleppgaupenartig ins Dach gezogen. Putzgliederung: geschossteilende Gesimse, Fensterrahmungen, florale Konsole und florale Rahmungen des Eingangs und der Loggia in Jugendstilformen. Vorgarten und eiserne Einfriedung. Erbaut 1907, Architekt: Louis Sievers. | 37422385 | BW   |
| Ratsherr-Schulze-Straße 11 53° 8′ 25″ N, 8° 12′ 7″ O | Wohnhaus    | Zweigeschossiger Putzbau von drei Achsen über Sockelgeschoss unter Mansardhalbwalmdach. Rechts polygonaler zweigeschossiger Standerker. Im EG linke zwei Achsen zu Korbbogenfenster zusammengefasst. Eingang auf der linken Seite. Putzgliederung: am Sockel horizontale Fugen, über dem Sockel Gesims, im OG Brüstungsgesims, am Erker geschossteilendes Band, Fensterrahmungen, Brüstungsreliefs in Jugendstilformen. Vorgarten und eiserne Einfriedung. Erbaut 1907, Architekt: J. Kahle. | 37444407 | BW   |
| Ratsherr-Schulze-Straße 13 53° 8′ 25″ N, 8° 12′ 7″ O | Wohnhaus    | Zweigeschossiger Putzbau von vier Achsen über Sockelgeschoss unter Mansardwalmdach. Links Risalit mit geknicktem Fachwerkgiebel, davor polygonaler Standerker unter Balkon mit hölzerner Loggia. Im Erdgeschoss rechts beide Achsen zu Dreifenstergruppe zusammengefasst. Rechts kleine Giebelgaupe. Auf der linken Seite zurückgesetzter Vorbau mit Eingang, davor Freitreppe und Vordach. Putzgliederung: Gesims über dem Sockelgeschoss und über dem ErG des Standerkers, Fensterrahmungen, Bänder und Lisenen im rechten Teil. Vorgarten und eiserne Einfriedung. Erbaut 1907, Architekt: Louis Sievers. | 37444429 | BW   |
| Ratsherr-Schulze-Straße 15 53° 8′ 24″ N, 8° 12′ 7″ O | Wohnhaus    | Zweigeschossiger Putzbau über Sockelgeschoss unter Mansardwalmdach. Rechts segmentbogenförmiger zweigeschossiger Standerker mit Vierfenstergruppen. Links Risalit mit Dreifenstergruppen, im Obergeschoss als Thermenfenster, und geknicktem Giebel. Auf der linken Seite zurückgesetzter Vorbau mit Eingang. Sparsame Putzgliederung: Band über dem Sockelgeschoss, Fensterrahmungen, Festons unter den Giebelfenstern. Vorgarten und eiserne Einfriedung. Erbaut 1909 durch Maurermeister Friedrich Martin Heinrich Barkemeyer. | 37444451 | BW   |
| Ratsherr-Schulze-Straße 17 53° 8′ 24″ N, 8° 12′ 7″ O | Wohnhaus    | Zweigeschossiger Putzbau von drei Achsen über Sockelgeschoss unter Mansardwalmdach. Rechte Achse breiter mit Korbbogenfenstern. Links Standerker von zwei Achsen, darüber Balkon mit Loggia. Zwei Giebelgaupen. Auf der linken Seite zurückgesetzter Vorbau mit Eingang, davor Freitreppe und Vordach. Sparsame Putzgliederung: Band über dem Sockelgeschoss, Festons unter dem rechten Obergeschossfenster und unter der Traufe, Inschrifttafel am Vorbau: „Erbaut. 1907–08“. Vorgarten. Erbaut 1907-1908 durch Maurermeister Friedrich Martin Heinrich Barkemeyer. | 37444473 | BW   |
| Ratsherr-Schulze-Straße 19 53° 8′ 23″ N, 8° 12′ 7″ O | Wohnhaus    | Zweigeschossiger Putzbau von vier Achsen über Sockelgeschoss unter Walmdach. Links Eingang, zwei Achsen daneben zu Zweifenstergruppen zusammengezogen. Rechts korbbogenförmiger zweigeschossiger Standerker, im OG zwei Achsen, im EG Dreifenstergruppe, im Sockelgeschoss Vierfenstergruppe. Rundgiebelgaupe. Sparsame Putzgliederung: Rauputz am Sockel, Band über dem Erdgeschoss, Pilaster am Portal und im Obergeschoss. Vorgarten und eiserne Einfriedung mit massiven Pfosten am Eingang. Erbaut 1907, Architekt: A. Bertram (Bremen). | 37444495 | BW   |